# هیتوشی آشیدا
هیتوشی آشیدا (انگلیسی: Hitoshi Ashida؛ زاده ۱۵ نوامبر ۱۸۸۷ – درگذشته ۲۰ ژوئن ۱۹۵۹) یک سیاست‌مدار اهل ژاپن بود.